# 1723 w muzyce
Wydarzenia muzyczne w 1723 roku.

## Wydarzenia
Johann Sebastian Bach objął stanowisko kantora w Kościele św. Tomasza w Lipsku.

## Dzieła
- Georg Philipp Telemann – Hamburger Trauermusik I (hamburska muzyka pogrzebowa skomponowana na okoliczność śmierci burmistrza Hamburga, Gerharda Schredera)
- Georg Philipp Telemann – Hamburger Ebb und Fluth (suita orkiestrowa)
- Johann Sebastian Bach – kantaty nr: 22, 23, 40, 48, 60, 70, 75, 76, 89, 90, 105, 109, 119, 179, 186, 194.
- Johann Sebastian Bach – Magnificat
- André Campra – Messe des Morts
- Marin Marais – Sonnerie de Saint Genevieve
- Jan Dismas Zelenka – Sub olea pacis et palma virtutis (z okazji koronacji Karola VI Habsburga)[2]
- Jan Dismas Zelenka – Missa Sancti Spiritus
- Jan Dismas Zelenka – Responsoria pro hebdomada sancta
- Jan Dismas Zelenka – Litaniae Xaverianae w D
- Jan Dismas Zelenka – Angelus Domini descendit w A
- Jan Dismas Zelenka – O magnum mysterium (motet)
- Jan Dismas Zelenka – Pro, quos criminis (hymn)
- Jan Dismas Zelenka – Emit amor (2 części)
- Jan Dismas Zelenka – Concerto à 8 concertanti
- Jan Dismas Zelenka – Hipocondrie à 7 concertanti
- Jan Dismas Zelenka – Overture à 7 concertanti
- Jan Dismas Zelenka – Simphonie à 8 concertanti

## Dzieła operowe
- Georg Friedrich Händel – Ottone Re di Germania

## Urodzili się
- 29 lipca – Christlieb Siegmund Binder, niemiecki kompozytor, klawesynista i organista (zm. 1789)
- 9 listopada – Anna Amalia Pruska, pruska księżniczka i kompozytorka (zm. 1787)
- 22 grudnia – Karl Friedrich Abel, niemiecki muzyk i kompozytor, wirtuoz gry na violi da gamba i barytonie (zm. 1787)

## Zmarli
- 23 września – William Babell, angielski klawesynista, organista, skrzypek i kompozytor epoki baroku (ur. ok. 1690)